# مت کریون
مت کریون (انگلیسی: Matt Craven؛ زادهٔ ۱۰ نوامبر ۱۹۵۶) هنرپیشه اهل کانادا است. 
از فیلم‌هایی که وی در آن نقش داشته است، می‌توان به کارول: مردی که پاپ شد، مردان ایکس: کلاس اول، دژا وو، دشمنان ملت، نردبان جیکوب، زندگی دیوید گیل، آشفته، شیطان، سقوط کاخ سفید، چیزهایی ....، سنجاقک، حمله به کلانتری ۱۳، هیئت منصفه، تابستان هندی، پاکسازی، چاتاهوچی، مردان حلبی و اقیانوس آرام اشاره کرد.